# Santo Amaro das Brotas
Santo Amaro das Brotas è un comune del Brasile nello Stato del Sergipe, parte della mesoregione del Leste Sergipano e della microregione del Baixo Cotinguiba.